# Tawęcino (gromada)
Tawęcino – dawna gromada, czyli najmniejsza jednostka podziału terytorialnego Polskiej Rzeczypospolitej Ludowej w latach 1954–1972.
Gromady, z gromadzkimi radami narodowymi (GRN) jako organami władzy najniższego stopnia na wsi, funkcjonowały od reformy reorganizującej administrację wiejską przeprowadzonej jesienią 1954 do momentu ich zniesienia z dniem 1 stycznia 1973, tym samym wypierając organizację gminną w latach 1954–1972.
Gromadę Tawęcino z siedzibą GRN w Tawęcinie utworzono – jako jedną z 8759 gromad na obszarze Polski – w powiecie lęborskim w woj. gdańskim na mocy uchwały nr 20/III/54 WRN w Gdańsku z dnia 5 października 1954. W skład jednostki weszły obszary dotychczasowych gromad Tawęcino i Rekowo Lęborskie oraz miejscowość Bąsewice z dotychczasowej gromady Kopaniewo ze zniesionej gminy Łebień, a także obszar dotychczasowej gromady Świchówko ze zniesionej gminy Łęczyce w tymże powiecie. Dla gromady ustalono 11 członków gromadzkiej rady narodowej.
1 stycznia 1959 gromadę zniesiono, włączając jej obszar do gromad Łebień (miejscowości Bąsewice, Tawęcino, Karlikowo Lęborskie, Rekowo Lęborskie i Białocin) i Zwartowo (miejscowości Gościęcino i Świchówko) w tymże powiecie.